# Regering-Bourgès-Maunoury
De regering-Bourgès-Maunoury was van 13 juni tot 6 november 1957 de regering van Frankrijk. De regering stond onder leiding van premier Maurice Gourgès-Manoury.

## Regering-Bourgès-Maunoury (13 juni-6 november1957)
- Maurice Bourgès-Maunoury (PRS) - Président du Conseil (premier)
- Christian Pineau (SFIO) - Minister van Buitenlandse Zaken
- André Morice (PRS) - Minister van Defensie en Strijdkrachten
- Jean Gilbert-Jules (PRS) - Minister van Binnenlandse Zaken
- Félix Gaillard (PRS) - Minister van Financiën en Economische Zaken
- Édouard Corniglion-Molinier - Minister van Justitie
- René Billères (CNRS) - Minister van Nationaal Onderwijs, Jeugd en Sport
- André Dulin (PRS) - Minister van Veteranen en Oud-strijders
- Gérard Jaquet (SFIO) - Minister van Franse Overzeese Gebiedsdelen
- Édouard Bonnefous (UDSR) - Minister van Openbare Werken, Transport en Toerisme
- Albert Gazier (SFIO) - Minister van Sociale Zaken
- Max Lejeune (SFIO) - Minister van Sahara
- Félix Houphouët-Boigny (RDA) - Minister van Staat